# Ty Tabor
Ty Tabor (Pearl, Misisipi; 17 de septiembre de 1961) es un guitarrista estadounidense, popular por pertenecer a la banda de metal progresivo King's X.
Tabor posee una amplia variedad de estilos al tocar la guitarra, desde riffs pesados hasta pasajes melódicos, como lo realiza en la agrupación King's X. A través de los años en la banda, ha formado un gran equipo junto al bajista y vocalista Doug Pinnick. Sus influencias incluyen a The Beatles, Brian May, Alex Lifeson, Ace Frehley, Phil Keaggy y Alice Cooper. En el 2008, Tabor ingresó en la lista de los "100 Guitarristas más completos de todos los tiempos" de la página web Chop Shop, en el número 84.

## Discografía
- Naomi's Solar Pumpkin (independent, 1997)
- Moonflower Lane (Metal Blade, 1998, HM Magazine[3])
- Safety (Metal Blade, 2002)
- Rock Garden (InsideOut, 2006)
- Tacklebox (Molken Music, 2006)
- Balance (Molken Music, 2008)
- Something's Coming (Molken Music, 2010)
- Trip Magnet (Molken Music, 2010)
- Nobody Wins When Nobody Plays (Molken Music, 2013)
- Alien Beans ([http:// Rat Pak Music], 2018)
- Shades ([http:// Rat Pak Music], 2022)